# 亞倫·路普
亞倫·克里斯多福·路普（英語：Aaron Christopher Loup，1987年12月19日—），為美國職棒大聯盟的投手，目前為自由球員。他於2009年美國職棒大聯盟選秀第9輪被藍鳥隊選走，並於2014年登上大聯盟。他先前曾效力過藍鳥、費城人、教士、光芒、大都會與天使等隊。

## 職業生涯

### 多倫多藍鳥

#### 2012年–2014年
2012年球季，由於藍鳥隊傷兵滿營，他們一整季總共使用了32名不同的投手出賽，而路普是其中之一。他在7月14日接替Luis Perez的位置，並於大聯盟完成個人初登板。他在初登板投了2局，面對6名打者都順利解決。
2012年8月3日，路普在面對運動家的比賽中於第15局上場打擊，成為藍鳥隊史上第一位在非跨聯盟賽事上場打擊的投手。該年他投出0勝2敗，防禦率2.64，送出21次三振。該年11月，全美棒球記者協會將路普評為2012年藍鳥隊的最佳新秀。
2013年，他與布雷特·塞西爾及J·A·哈普在爭奪後援投手的席次。後來路普成功地進入藍鳥隊的開季名單內。他在4月10日拿下大聯盟首勝。4月12日，路普拿下生涯首次救援成功。6月8日，藍鳥隊與遊騎兵隊鏖戰18局，路普成為藍鳥隊最後一任投手，並成功拿下勝利。這場比賽也成為隊史最久的一場比賽。該年他拿下4勝6敗，防禦率2.47，53次三振。
2014年5月3日，由於終結者Casey Janssen受傷，加上Sergio Santos狀況不穩，於是球隊宣布讓路普擔任終結者。該年他投出4勝4敗，防禦率3.15，4次救援成功。

#### 2015年–2018年
2015年球季的第二場比賽，路普在球隊3比1領先的情況下於第8局登板，不過他卻連失3分吞敗。這一年的路普投得很掙扎，到了8月防禦率仍超過5.00。他在8月16日至9月1日期間被下放3A調整。2016年1月15日，他與球隊簽下1年105萬美元的合約。不過他開季沒多久就因為左前臂的屈肌受傷而進入傷兵名單，並一路休息到8月底。該年他僅出賽21場比賽，防禦率5.02。
2017年1月13日，他與球隊簽下1年112.5萬美元的合約。該年他出賽70場比賽，拿下2勝3敗，防禦率3.75。2018年1月12日，他再跟藍鳥簽下1年181萬2500美元的合約。該年他在藍鳥隊出賽35場比賽，並在季中被交易至費城人。

### 費城費城人
2018年7月31日，藍鳥隊用路普向費城人隊交易Jacob Waguespack。他只在費城人隊出賽9場比賽，防禦率4.50。

### 聖地牙哥教士
2019年2月17日，路普與教士簽下1年合約。不過該年他只出賽4場比賽，並在球季結束後成為自由球員。

### 坦帕灣光芒
2020年2月19日，路普與光芒隊簽下小聯盟約。7月16日，因為陣中球員奧斯汀·米多斯確診新冠肺炎，所以路普進入球隊的40人名單內。8月16日，路普締造罕見的一日奪兩勝的紀錄。因為前一天的比賽因雨順延，所以16日光芒進行雙重賽，而這兩場比賽最後都由路普拿下勝投。

### 紐約大都會
2021年1月27日，路普與大都會簽下1年合約。

### 洛杉磯天使
2021年11月22日，路普與天使簽下2年1700萬美元的合約。

## 外部連結
- 球員資訊和成績在MLB，ESPN，Baseball-Reference，Fangraphs（英文）